# الانتخابات البرلمانية المصرية 1883
كانت الانتخابات البرلمانية المصرية لعام 1883 ثلاثية المراحل مع 13,3% من السكان مؤهلين للتصويت.

## النظام الانتخابي
تم تصميم النظام البلاد الانتخابي من قبل لورد دوفرين، الذي قالت عنه التايمز أنه «تبنى تصميم الهرم». تضمنت المرحلة الأولى من الانتخابات انتخاب «مندوب انتخابي» واحد (حيث لم يكن هناك معايير أهلية) في حوالي 4,300 دائرة قروية. بلغ عدد المواطنين المؤهلين للتصويت في المرحلة الأولى 797,571 مواطنًا. ثم التقى المندوبون في عواصم المحافظات لانتخاب مجلس إقليمي. انتخبت مجالس المحافظات الأربعة عشر عضوًا واحدًا لكل عضو في المجلس التشريعي.
تم تقسيم القاهرة إلى اثني عشر ربعًا، حيث كان لكل ربع مندوب واحد، مع 65,016 شخصًا مؤهلين للتصويت. ثم قام المندوبون الإثنا عشر بانتخاب عضو واحد في المجلس التشريعي. تم تقسيم الإسكندرية إلى أربعة أرباع، كل واحد ينتخب مندوبًا. وبجانب المندوبين الفرديين المنتخبين من دمياط وبورسعيد ورشيد والسويس والعريش والإسماعيلية، فقد انتخبوا عضوً واحدًا في المجلس التشريعي.

## مجالس المحافظات
كان في البلاد أربعة عشر مجالس إقليمية تضم ما بين ثلاثة وثمانية أعضاء. كان المندوبون وحدهم مؤهلين للانتخاب لعضوية المجالس، مع وجود معايير إضافية تتطلب تجاوز أعمار الأعضاء المحتملين سن 30 عامًا، وأن يكونوا متعلمين، وأن يدفعوا ما لا يقل عن 50 جنيهًا إسترليني من ضريبة الأراضي سنويًا، وألا يكونوا جنودًا أو موظفين.
| المحافظة        | الناخبين المسجلين | الناخبين | المجالس |
| --------------- | ----------------- | -------- | ------- |
| أسيوط           | 78589             | 330      | 7       |
| البحيرة         | 33832             | 311      | 5       |
| بني سويف        | 20965             | 200      | 4       |
| الدقهلية        | 80132             | 451      | 6       |
| Eaneh           | 15482             | 163      | 4       |
| الفيوم          | 30265             | 90       | 3       |
| القليوبية       | 25032             | 164      | 4       |
| محافظة الغربية  | 144534            | 544      | 8       |
| الجيزة          | 42073             | 202      | 4       |
| جرجا            | 108991            | 646      | 5       |
| المنيا          | 14185             | 290      | 4       |
| المنوفية        | 105471            | 345      | 6       |
| قنا             | 26620             | 114      | 4       |
| الشرقية         | 71400             | 445      | 6       |
| المجموع         | 797571            | 4295     | 70      |
| المصدر: التايمز |                   |          |         |

## المجلس التشريعي
تألف المجلس التشريعي من 30 عضوًا، تم انتخاب 14 منهم من قبل مجالس المحافظات، وعيّن 14 منهم الخديوي بناءً على مشورة وزرائه، وآخرون يُنتخبون من قبل مندوبي القاهرة ومندوبي المدن السبع الأخرى. التقى المجلس ست مرات في السنة، ابتداءً من فبراير، ثم كل شهرين.

## المجلس العام
كما انعقد المجلس العام. كان هذا المجلس يضم 84 عضوًا يتألفون من 8 وزراء من الخديوي، و30 عضوًا في المجلس التشريعي، و46 عضوًا يُنتخبون من قبل ناخبي الدوائر الانتخابية بدوائر القرى والمدن والبلدات. تم تطبيق نفس معايير الأهلية المطبقة على مجالس المحافظات على الأعضاء، باستثناء شرط ضريبة الأراضي، والذي تم تخفيضه إلى 20 جنيهًا إسترلينيًا في القاهرة والإسكندرية وصفرًا لبقية البلاد.
| أعضاء المجلس العام التكميلي حسب الدائرة الانتخابية | أعضاء المجلس العام التكميلي حسب الدائرة الانتخابية |
| المنطقة                                            | الأفراد                                            |
| -------------------------------------------------- | -------------------------------------------------- |
| القاهرة                                            | 4                                                  |
| الإسكندرية                                         | 3                                                  |
| دمياط                                              | 1                                                  |
| رشيد                                               | 1                                                  |
| السويس / بورسعيد                                   | 1                                                  |
| الاسماعيلية / العريش                               | 1                                                  |
| محافظات مصر السفلى                                 | 20                                                 |
| محافظات مصر العليا                                 | 15                                                 |
| المجموع                                            | 46                                                 |
| المصدر: التايمز                                    |                                                    |